# Лаура Деккер
Лаура Деккер (неп. Laura Dekker; нар. 20 вересня 1995) — нідерландська яхтсменка; наймолодша людина, яка здійснила навколосвітню мандрівку самотужки.

## Біографія
Лаура народилася на яхті своїх батьків у порті Фангареї (Нова Зеландія), коли вони здійснювали навколосвітню мандрівку.
У 2009 році Лаура Деккер оголосила про намір відправитися в навколосвітнє плавання на своїй дванадцятиметровій яхті «Гуппі» (Guppy), щоб стати наймолодшим яхтсменом, що самотужки обігнув земну кулю. Нідерландська влада виступила проти цього плану з огляду на її вік. У грудні 2009 року Деккер порушила судову постанову і переховувалася на Нідерландських Антильських островах, звідки її повернули додому.

Мапа навколосвітньої мандрівки Лаури Деккер

20 січня 2011 року вона вийшла на своїй яхті з острова Сінт-Мартен у Карибському морі і, обігнувши Землю, повернулася назад.
Похід протяжністю 27 тисяч морських миль (50 тис. км) завершився в суботу ввечері 21 січня, хоча, за розрахунками вона повинна була повернутися додому до 17 вересня 2012 року.
Подорож Деккер тривала рівно рік і один день. Лаура стала наймолодшою мореплавицею, яка здійснила одиночну навколосвітню мандрівку.
Вона побила рекорд за віком, що належав австралійці Джесіці Вотсон, яка завершила плавання за три дні до свого 17-річчя.
У лютому 2018 році Лаура пожертвувала свою яхту «Гуппі» компанії LifeSail — неприбутковій організації з Лос-Анджелеса, яка використовує вітрильний спорт як засіб для навчання дітей урокам життя. У серпні 2018 році «Гуппі» зазнав аварії на рифі в Тихому океані під час подорожі до Лос-Анджелеса. Човен був повністю втрачений.

## Галерея

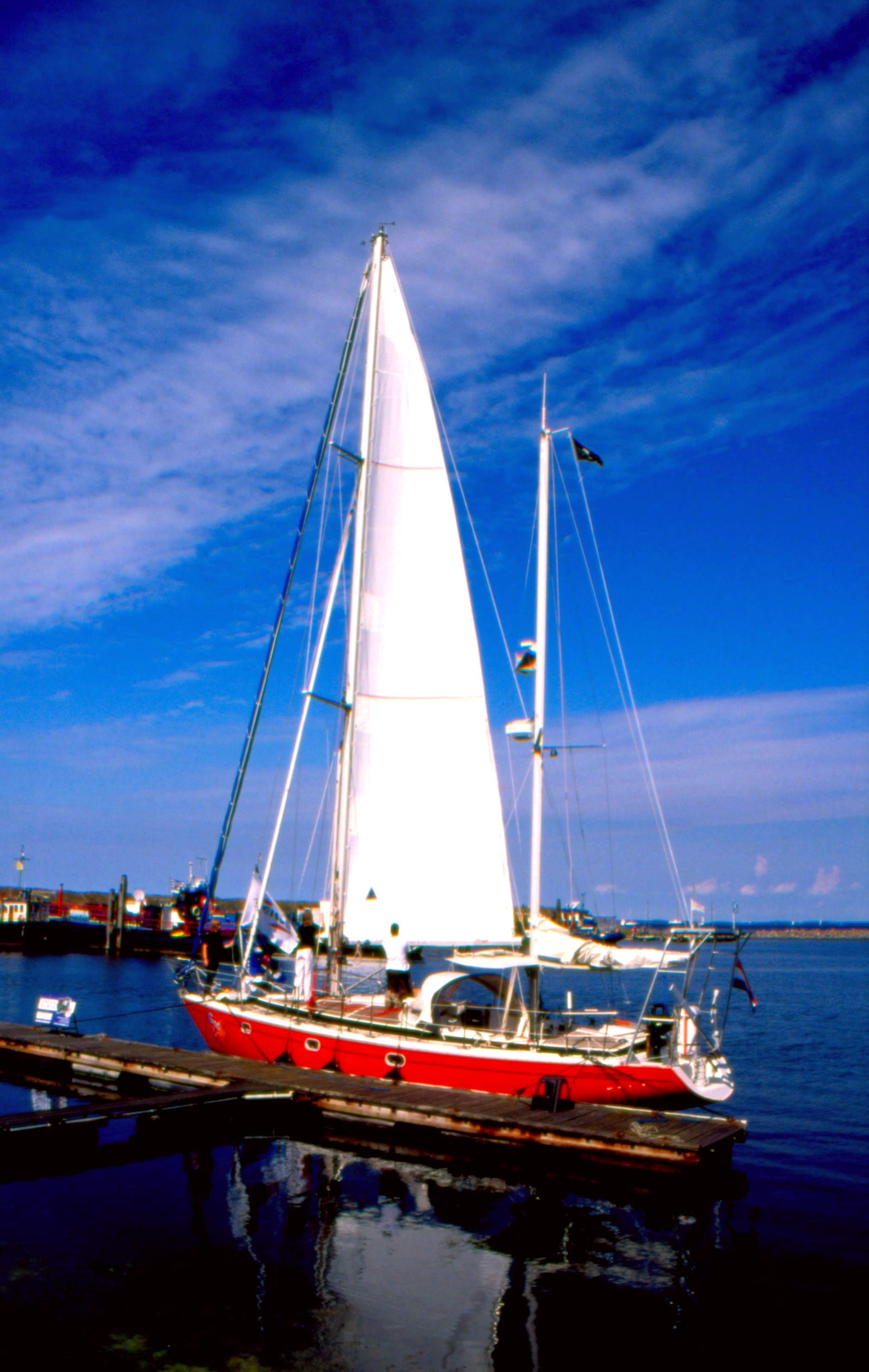
Яхта Гуппі
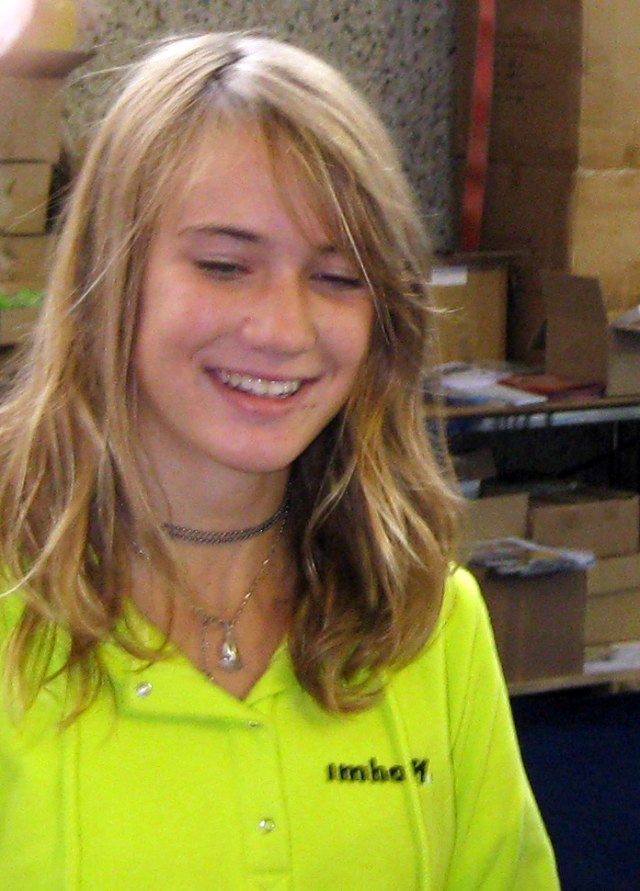
Лаура у 2011 році